# طحالب بذور العنب
طحالب بذور العنب (الاسم العلمي: Gigartinaceae)، فصيلة طحالب من الطحالب الحمراء ورتبة طحلبيات بذور العنب.

## الأجناس
الأجناس التي تحتويها فصيلة طحالب بذور العنب كتالي
- Chondracanthus Kützing, 1843
- أشنة إيسلندا Stackhouse, 1797
- Gigartina Stackhouse, 1809
- Iridaea Bory de Saint-Vincent, 1826
- Mazzaella G. De Toni, 1936
- Ostiophyllum Kraft, 2003
- Psilophycus W.A.Nelson, Leister & Hommersand, 2011
- Rhodoglossum جيكوب جورج آغارد, 1876
- Sarcothalia Kützing, 1849